# São José da Lapa
São José da Lapa is een gemeente in de Braziliaanse deelstaat Minas Gerais. De gemeente telt 18.855 inwoners (schatting 2009).

## Aangrenzende gemeenten
De gemeente grenst aan Confins, Pedro Leopoldo en Vespasiano.